# 漢狄法
漢狄法（d'Hondt method），又譯抗特計算法、頓特法，是指在比例代表制下的最高均數方法選舉形式之一。该方法由比利时人维克托·东特于1878年首次提出。
漢狄法的基本規則為把每一参选黨派所取得票數除以一、二、三直至議席數目，然後將得出的數字分配予該黨派名單上的排第一位的候選人、第二位的候選人……如此類推，然後比較各黨派候選人所獲得的數字，高者為勝。

## 例子
假設甲、乙、丙、丁四黨競逐8個議席，並分別獲得100,000（43.5%）、80,000（34.8%）、30,000（13.0%）、20,000（8.7%）票。把每個黨派的得票除以1至8 （見下表），數值最高的8位可獲得議席（顯示為粗體，議席獲得次序顯示為斜體）。
|      | ÷1           | ÷2          | ÷3          | ÷4          | ÷5     | ÷6     | ÷7     | ÷8     | 贏得議席  |
| ---- | ------------ | ----------- | ----------- | ----------- | ------ | ------ | ------ | ------ | --------- |
| 甲黨 | 100,000 第一 | 50,000 第三 | 33,333 第五 | 25,000 第八 | 20,000 | 16,666 | 14,286 | 12,500 | 4 (50%)   |
| 乙黨 | 80,000 第二  | 40,000 第四 | 26,666 第七 | 20,000      | 16,000 | 13,333 | 11,428 | 10,000 | 3 (37.5%) |
| 丙黨 | 30,000 第六  | 15,000      | 10,000      | 7,500       | 6,000  | 5,000  | 4,286  | 3,750  | 1 (12.5%) |
| 丁黨 | 20,000       | 10,000      | 6,666       | 5,000       | 4,000  | 3,333  | 2,857  | 2,500  | 0 (0%)    |

四黨最終的議席比例和得票比例相倣。

## 应用
現時世界上多數的議會制國家多採用漢狄法，作為比例代表制的議會選舉方式。不少採用漢狄法的國家實行此比例代表制的選舉計票辦法，一方面此方法可以使政黨的議席大致符合得票比例，另一方面，漢狄法同時限制政黨在議會的數目，使較細小及得票率極低的政黨難以進入議會。但是为了防止小黨林立的問題，因此會設下選舉門檻。但席次少時，「門檻」只具象徵性質。
另外藉由這個辦法可以由得票率預估出可能席次，但未必與最大餘額法結果相同。相比之下，“比例席位”列顯示了到期席位的確切分數，與收到的投票數量成比例計算。 （例如，{\displaystyle {\frac {100\,000}{230\,000}}\times 8=3.48}）最大的一方對最小的一方的輕微支持是顯而易見的。

## 改良方法

### 澳門的變形
在澳門，澳門立法會的直選議員部分實行改良漢狄法的比例代表制。

### 附帶席位制
這個說法也被引申到附帶席位制。（依頓特法除以「單一選區當選席次＋1」，從當選席次最少開始分配）

## 外部連結
- Simulator Election calculus simulator based on the modified D'Hondt system （页面存档备份，存于）
- Calculations using the pure d'Hondt method （页面存档备份，存于）
- PHP Implementation of D'Hondt system （页面存档备份，存于）
- Java D'Hondt, Saint-Lague and Hare-Niemeyer calculator （页面存档备份，存于）
- SciencesPo, R package for performing seats allocation based on the D'Hondt system （页面存档备份，存于）
- Downloadable Excel calculator for the D'Hondt method （页面存档备份，存于）